# Dada (arredamento)
Dada, azienda appartenente al Gruppo Molteni dal 1979, è un'azienda italiana di mobili da cucina di alta gamma.
Tra i designer che hanno collaborato con l'azienda: Michele De Lucchi, Norman Foster, Ferruccio Laviani, Dante Bonuccelli, Studio Cerri & Associati, Luca Meda.
Dada ha ricevuto segnalazioni e premi internazionali nel corso degli anni, in particolare la Segnalazione Premio Compasso d'Oro 1987 per il pensile Futura e Segnalazione Premio Compasso d'Oro 2004 per la cucina Nomis.

## Storia
Fu fondata da Angelo Garavaglia nel 1926 con il nome Angelo Garavaglia e figli, fabbrica mobili a Marcallo con Casone (MI), piccolo borgo nei pressi di Magenta. Da piccolo laboratorio artigiano dedito alla costruzione di mobili e serramenti, l'attività si espanse e trasformò fino a diventare, negli anni '50, una fabbrica di mobili e cucine in serie. Nuovi capannoni industriali vennero approntati nei pressi dell'antico laboratorio. Sulla spinta del boom economico e dell'impulso innovativo dato dai figli del fondatore (Pierino, Lorenzo, Virginio e Gaetano), l'espansione continuò e, nel 1972 la denominazione dell'azienda cambiò in "DADA, mobili d'alta cucina". L'attività si trasferì nei nuovi e moderni capannoni di Mesero (MI), dove si trova tuttora. Lo stile dell'azienda venne trasformato attraverso collaborazioni con designer innovativi quali Angelo Cortesi, Georges Coslin e Giovanni Offredi, fino a diventare un marchio leader nella fascia di cucine di alta gamma.
Nel 1979, dopo 53 anni di attività, l'azienda venne ceduta dalla famiglia Garavaglia al Gruppo Molteni, che la detiene ancora oggi.